# Aerodactylus
Aeorodactylus — вимерлий рід птерозаврів. Жив він на території Німеччини за пізньої юри.

## Історія вивчення

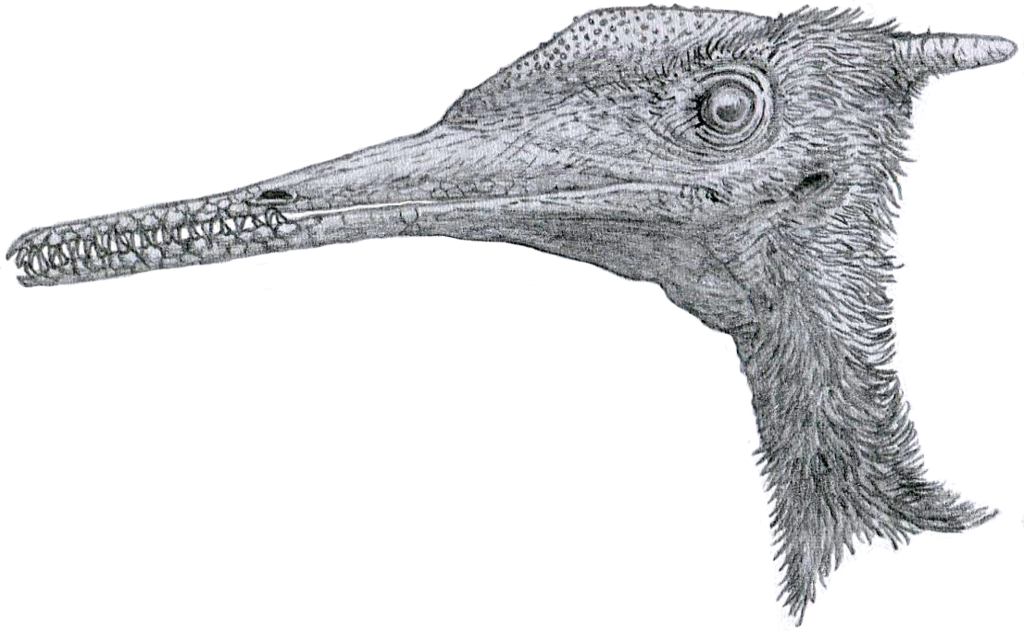
Реконструкція голови

Нехай пізньоюрські породи півдня Німеччини й відомі якістю своїх скам‘янілостей, але таксономія тамтешніх птерозаврів залишається предметом дебатів. Аеродактиль — яскравий приклад: вперше голотип згадано в 1850 році Маєром, щоправда зразком Pterodactylus longirostris. Пізніше, 1860, він виділив його у вид P. scolopaciceps, що вже за дев‘ятнадцятого століття було визнано синонімом P. kochi різними авторами. Бройлі, тим не менш, 1938 відніс до P. scolopaciceps новий зразок. Пізніше це рішення було заперечено, а P. kochi різні автори визнавали молодшим синонімом P. antiquus у другій половині 20 століття. Це уявлення було відносно загальноприйнятим до 2010-х, коли Vidovic і Martill визнали P. kochi неприроднім зібранням зразків молодих птеродактилоїдів, що ділиться на два кластери до кожного з яких належить голотип одного з двох видів. Вони дійшли висновку, що P. scolopaciceps належить до окремого роду, який назвали Aerodactylus на честь покемона Аеродактиля. Вони віднесли його до родини Aurorazhdarchidae, що її визнали паралельною гілкою Ornithocheiroidea і Tapejaroidea, тим часом як два види птеродактиля базальними птеродактилоїдами, що не утворюють клади.